# Nymphoides aurantiaca
Nymphoides aurantiaca là một loài thực vật có hoa trong họ Menyanthaceae. Loài này được (Dalzell) Kuntze mô tả khoa học đầu tiên năm 1891.